# Physcomitrium niloticum
Physcomitrium niloticum är en bladmossart som beskrevs av C. Müller 1858. Physcomitrium niloticum ingår i släktet huvmossor, och familjen Funariaceae. Inga underarter finns listade i Catalogue of Life.